# Hydrovatus postremus
Hydrovatus postremus är en skalbaggsart som beskrevs av Guignot 1942. Hydrovatus postremus ingår i släktet Hydrovatus och familjen dykare. Inga underarter finns listade i Catalogue of Life.